# National Gallery of Ireland

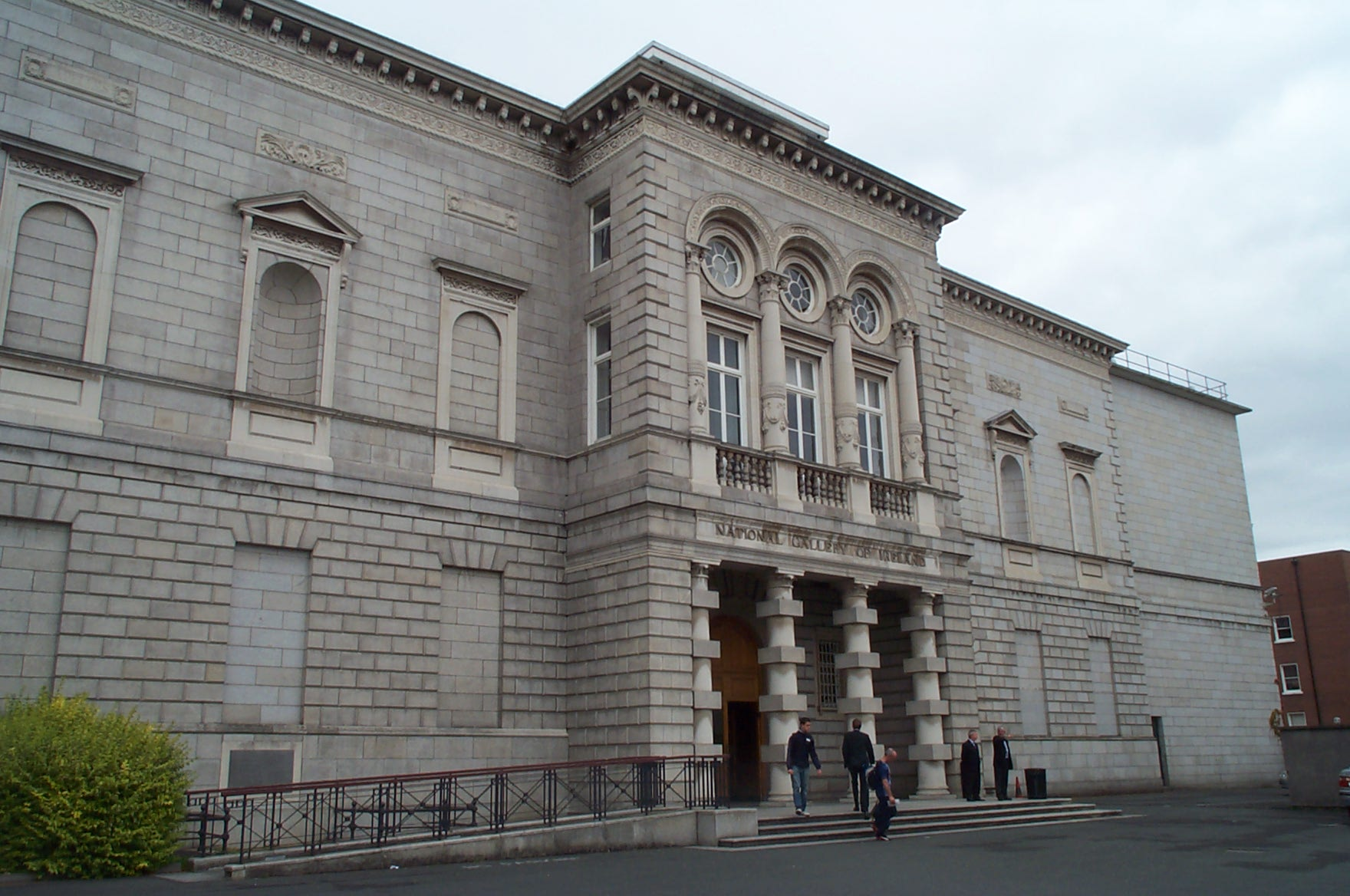
National Gallery of Ireland.

De National Gallery of Ireland (Iers-Gaelisch:Gailearaí Náisiúnta na hÉireann), het nationale kunstmuseum van Ierland, is gevestigd in de hoofdstad Dublin.
Het museum opende zijn deuren in 1864 en bezat destijds 125 schilderijen. Dankzij aankopen en schenkingen omvat de huidige collectie ongeveer 14.000 stukken, waaronder, naast 2500 schilderijen, ook prenten, meubilair en beelden. Het gebouw heeft met de groei van de collectie in de loop van de jaren diverse uitbreidingen gekend; de laatste toevoeging was de Millennium Wing in 2002.
De collectie richt zich met name op kunstenaars van de Ierse school. Veel aandacht is er voor het werk van Jack Butler Yeats (een broer van de dichter William Butler Yeats en een zoon van de in Ierland bekende portretschilder John Butler Yeats). 

Verder beschikt het museum over een aanzienlijk aantal internationale meesterwerken, onder andere van Goya, El Greco en Titiaan. Zo zijn er uit de Vlaamse en Nederlandse school werken van onder anderen Pieter Coecke van Aelst, Pieter Brueghel de Jonge, Peter Paul Rubens, Jacob Jordaens, Frans Pourbus (II), Maerten de Vos, Anthony van Dyck, Johannes Vermeer, Rembrandt, Aelbert Cuyp en Jan Steen.

## Galerij

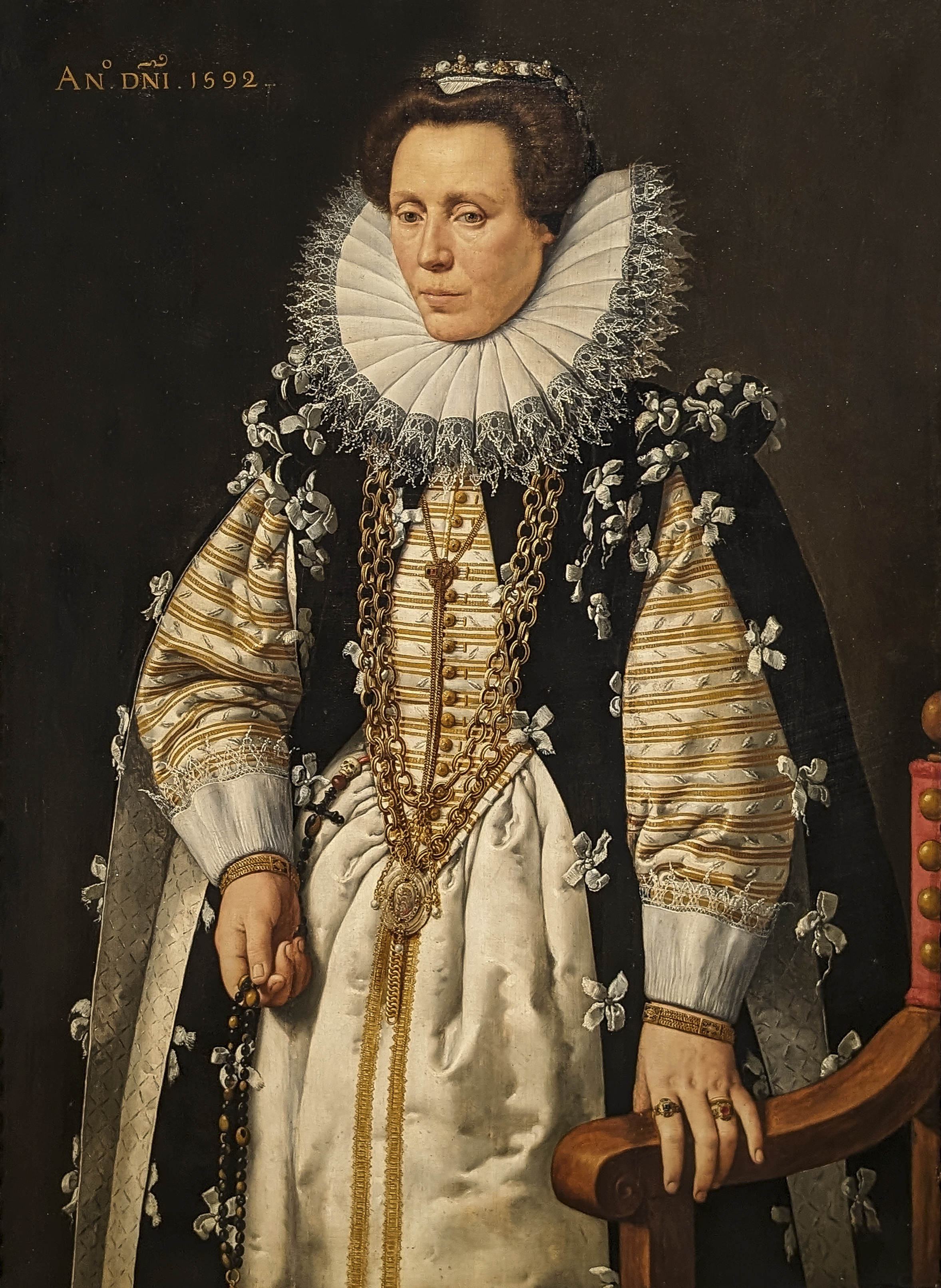
Portret van de echtgenote van Nicolas de Hellincx door Frans Pourbus (II)
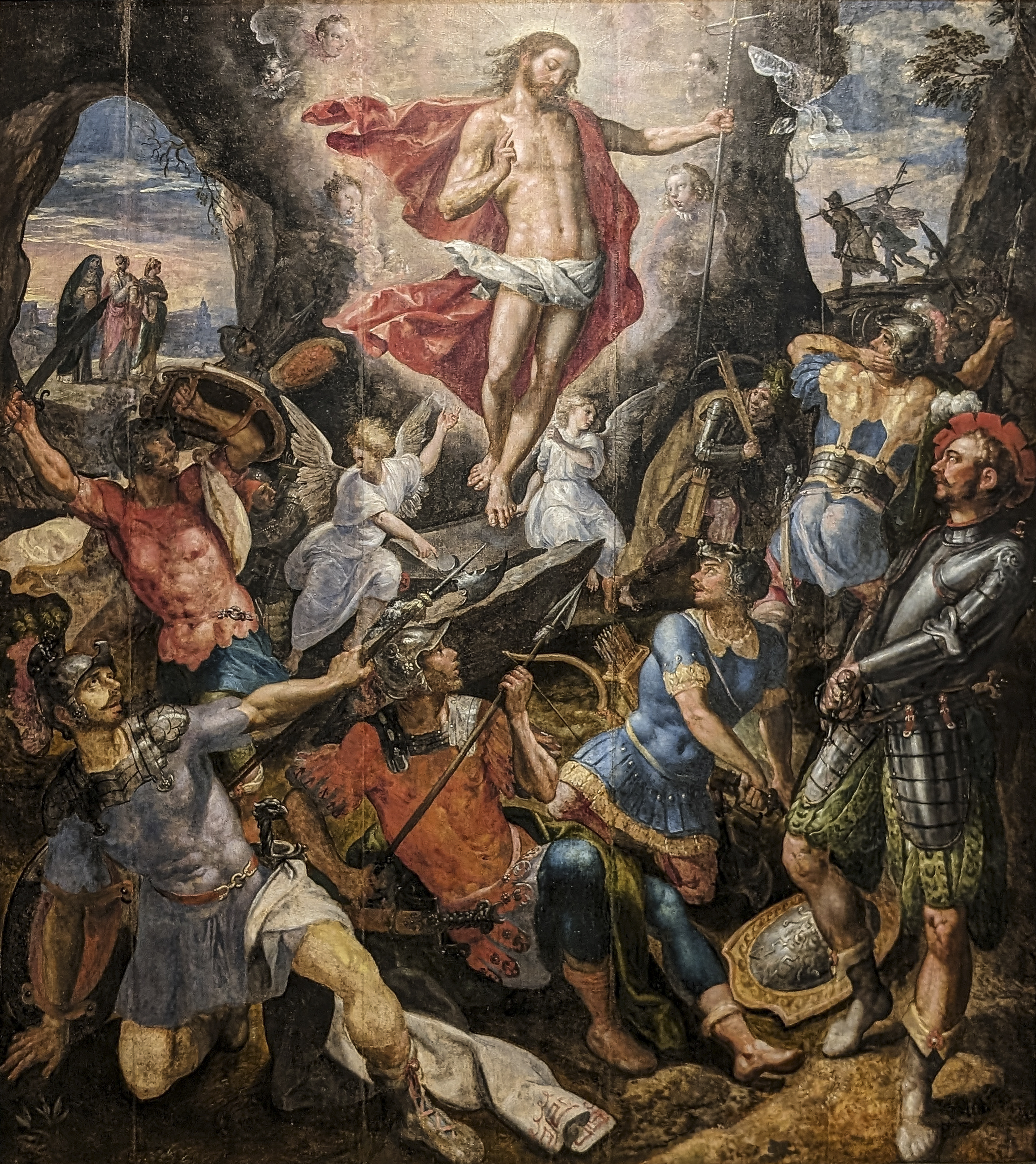
De verrijzenis van Christus door Maerten de Vos
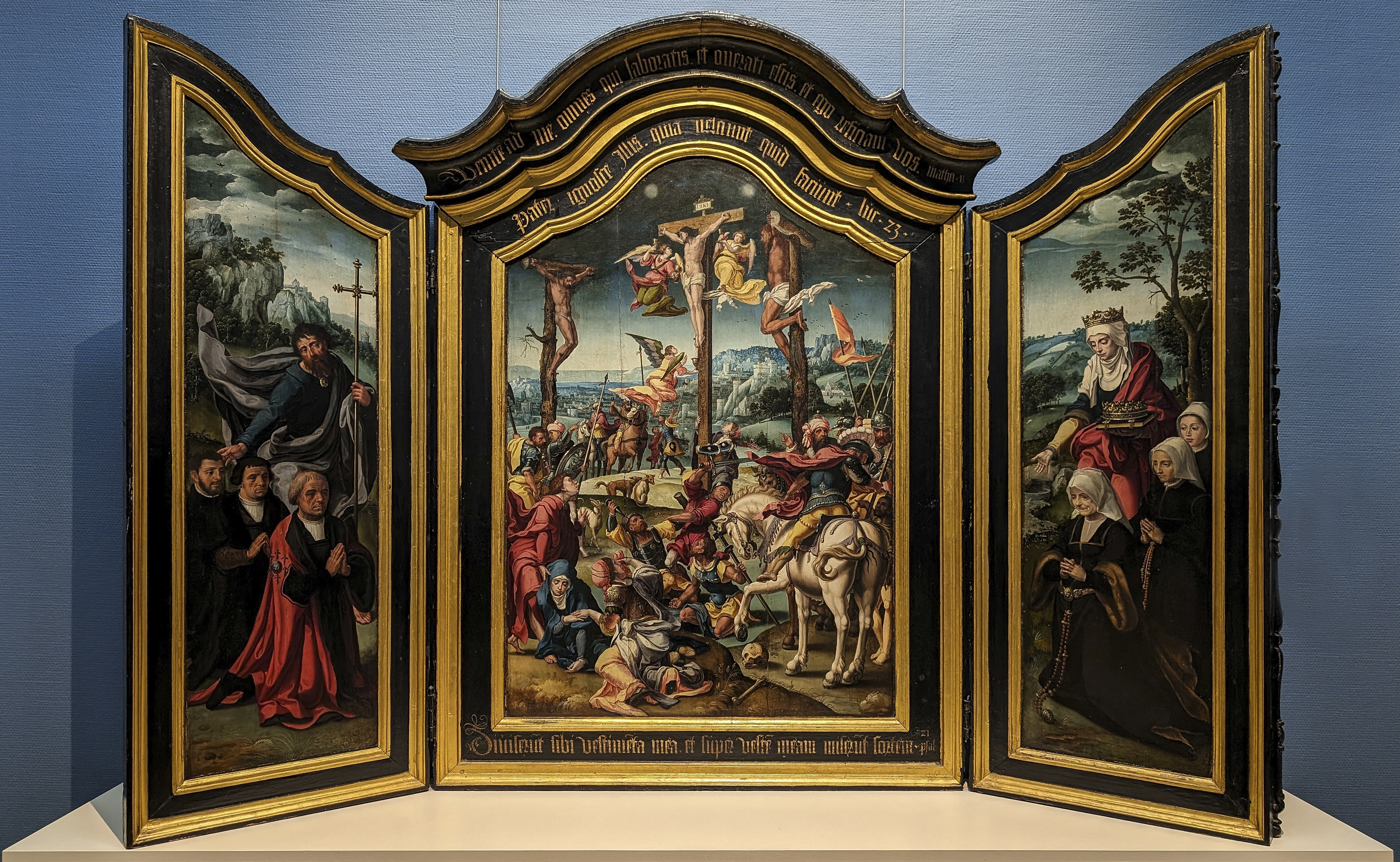
Triptiek met de Kruisiging en donors door Pieter Coecke van Aelst